# Mohamed Tlish Salem
Mohamed Tlish Salem (10 de septiembre de 1985) es un deportista libio que compitió en taekwondo. Ganó dos medallas en el Campeonato Africano de Taekwondo, plata en 2010 y bronce en 2012.

## Palmarés internacional
| Campeonato Africano | Campeonato Africano       | Campeonato Africano | Campeonato Africano |
| Año                 | Lugar                     | Medalla             | Categoría           |
| ------------------- | ------------------------- | ------------------- | ------------------- |
| 2010                | Trípoli (Libia)           | Medalla de plata    | –58 kg              |
| 2012                | Antananarivo (Madagascar) | Medalla de bronce   | –63 kg              |